# Niké de Samothrace
Pour plus de détails, voir Fiche technique et Distribution.
Niké de Samothrace (Νίκη της Σαμοθράκης, Níki tis Samothrákis) est un film grec réalisé par Dímos Avdeliódis et sorti en 1990.

## Synopsis
Deux frères, originaires de Samothrace ouvrent un garage à Athènes dans les années 1950. Très vite, un autre Samiote fait de même de l'autre côté de la rue. La rivalité monte et se transmet de génération en génération. Chaque boutique soutient une équipe de foot. La rivalité s'exprime sur le terrain, jusqu'au match final où la statue de la Victoire de Samothrace intervient, en deus ex machina sur le terrain, pour mettre fin au différend.

## Fiche technique
- Titre : Niké de Samothrace
- Titre original : Νίκη της Σαμοθράκης (Níki tis Samothrákis)
- Réalisation : Dímos Avdeliódis
- Scénario : Dímos Avdeliódis
- Direction artistique : Phaedra Ikonomou, Dimitris Pappas
- Décors :
- Costumes : Sofia Papachristou
- Photographie : Odysseas Pavlopoulos
- Son : Dinos Kittou, Kostas Poulantzas
- Montage : Giorgios Chelidonidis
- Musique : Dimitris Papadimitriou
- Production : Dímos Avdeliódis, Makarios Avdeliódis, Nikos Tsagkaris
- Pays d'origine :  Grèce
- Langue : grec
- Format : Couleurs
- Genre : Comédie
- Durée : 95 minutes
- Dates de sortie : 1990

## Distribution
- Thanassis Dendrite
- Spyros Sakkas
- Dimos Avdeliodis
- Dimitris Priftis
- Vickie Iakovou
- Alexandros Xanthopoulos

## Récompenses
- Festival du cinéma grec 1990 : meilleurs costumes, meilleur son ; Récompenses du Ministère de la culture : meilleur film, meilleure musique, meilleur son, meilleur maquillage